# Polygrapha cyanea
Polygrapha cyanea är en fjärilsart som beskrevs av Osbert Salvin och Frederick DuCane Godman 1868. Polygrapha cyanea ingår i släktet Polygrapha och familjen praktfjärilar. Inga underarter finns listade i Catalogue of Life.

## Bildgalleri

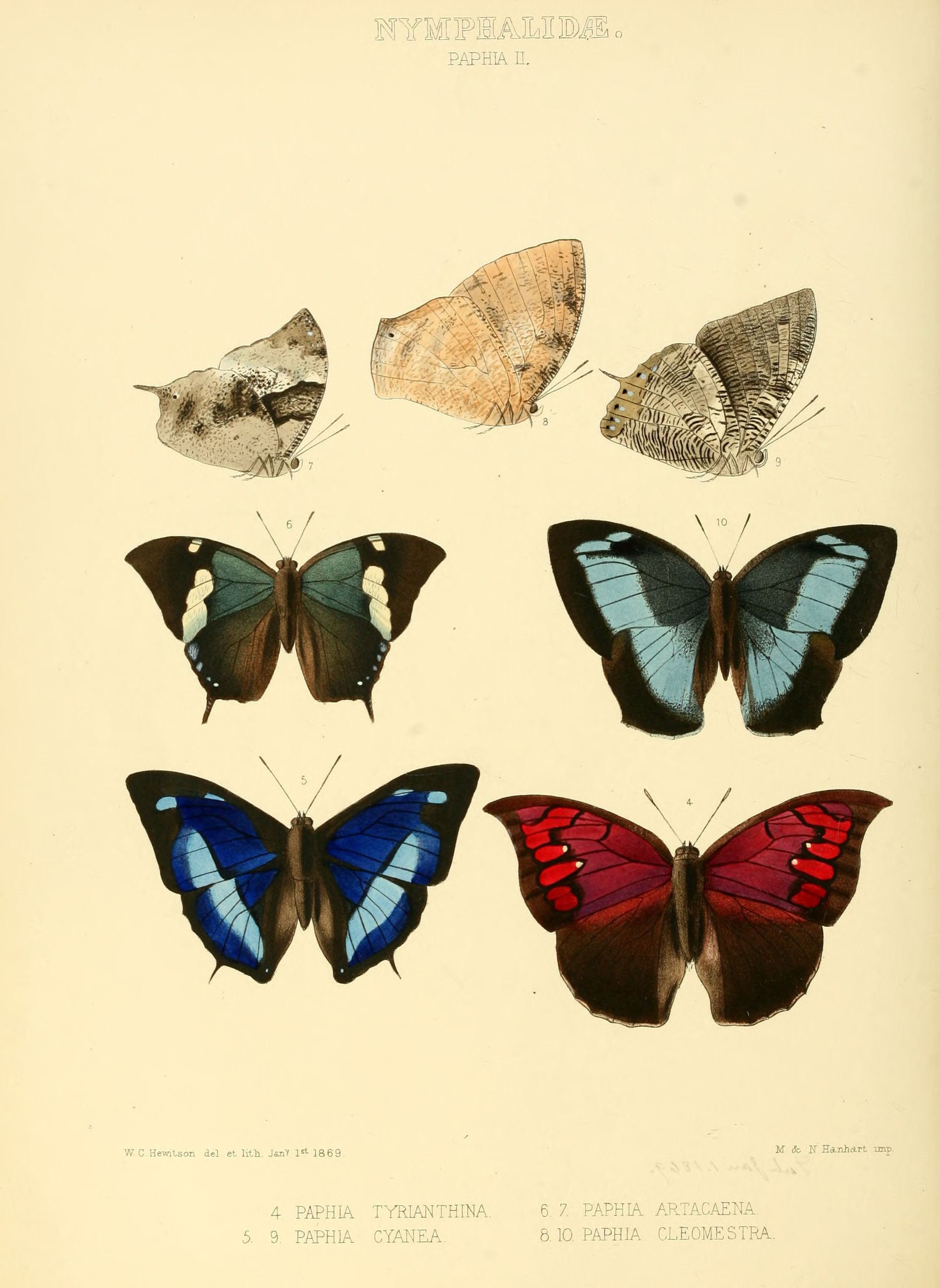
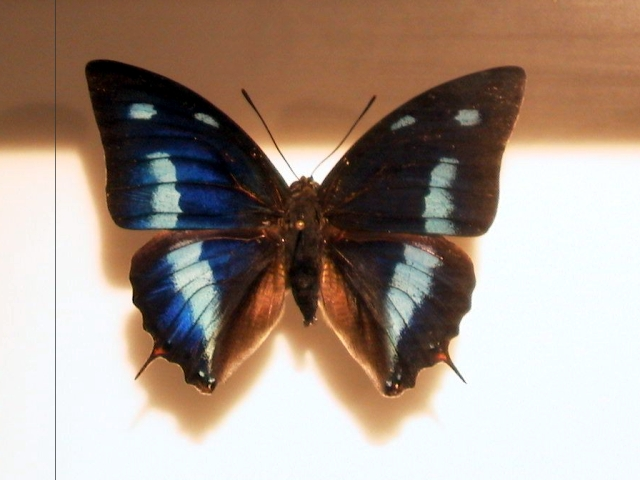